# Kościół św. Marcina w Zawadzie
Kościół św. Marcina Biskupa – niewielki drewniany kościół z XV wieku, znajdujący się w Zawadzie niedaleko Tarnowa.

## Historia
Najwcześniejsze wzmianki o istnieniu parafii w dzisiejszej Zawadzie pochodzą z 1326 roku. W tym czasie funkcjonowała na tym terenie organizacja kościelna założona przez benedyktynów z opactwa w Tyńcu. Od patrona parafii pochodzi też nazwa góry, na której znajduje się wieś i kościół. Obecny kościół powstał w XV wieku, w I połowie XVII wieku został gruntownie odremontowany, wtedy też dobudowana została wieża konstrukcji słupowej o lekko pochyłych ścianach z nadwieszoną izbicą.
Autorstwo znajdującego się w kościele, sporych rozmiarów (3mx2m) obrazu Święty Marcin poleca księdza Andrzeja Tarłę Chrystusowi przypisywane jest Tomaszowi Dolabelli.
W 1968 roku kościół przeszedł gruntowną renowację, w czasie której wzmocniono konstrukcję, wyremontowano wieżę i soboty oraz wymieniono szalunek ścian i pokrycie gontem.

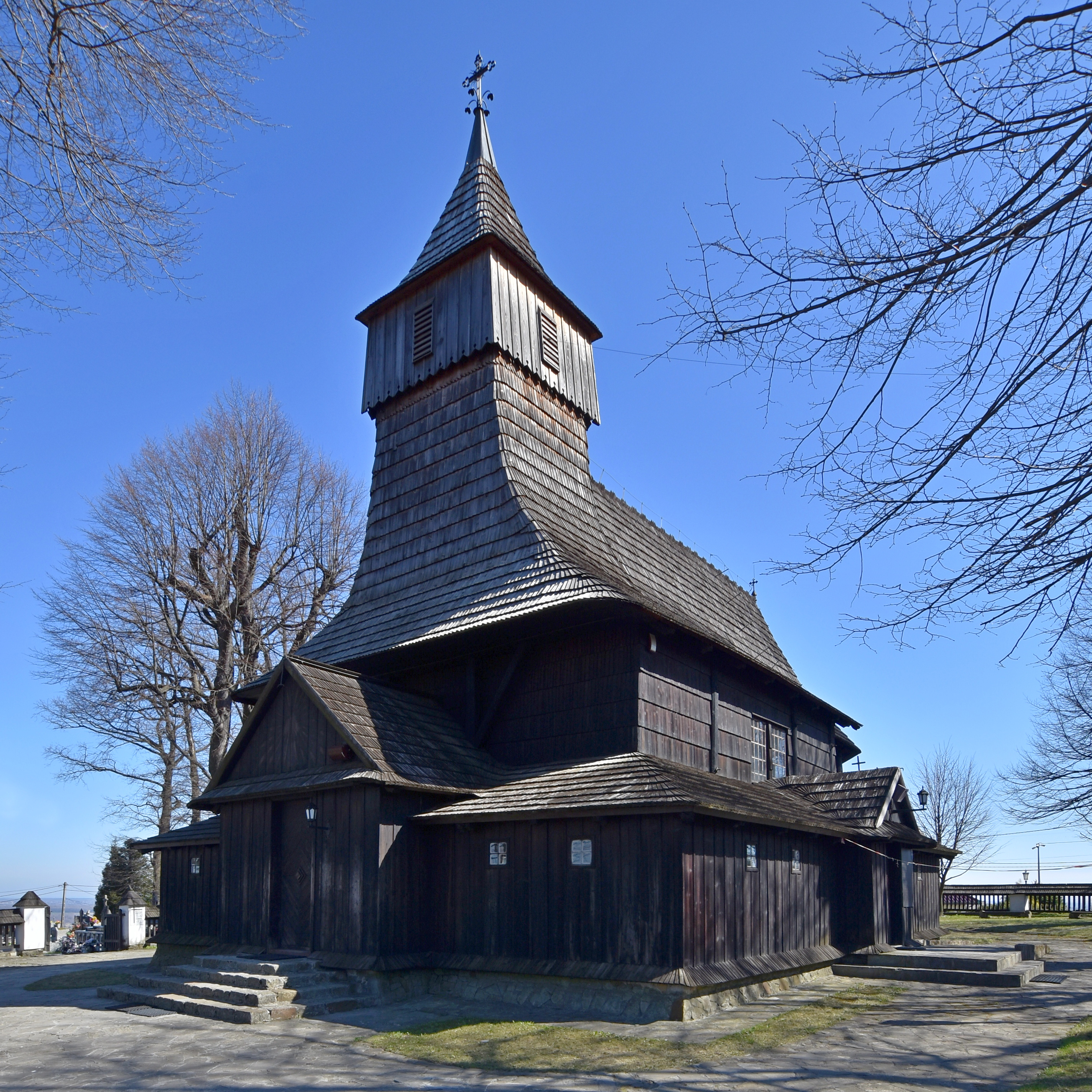
Elewacja frontowa
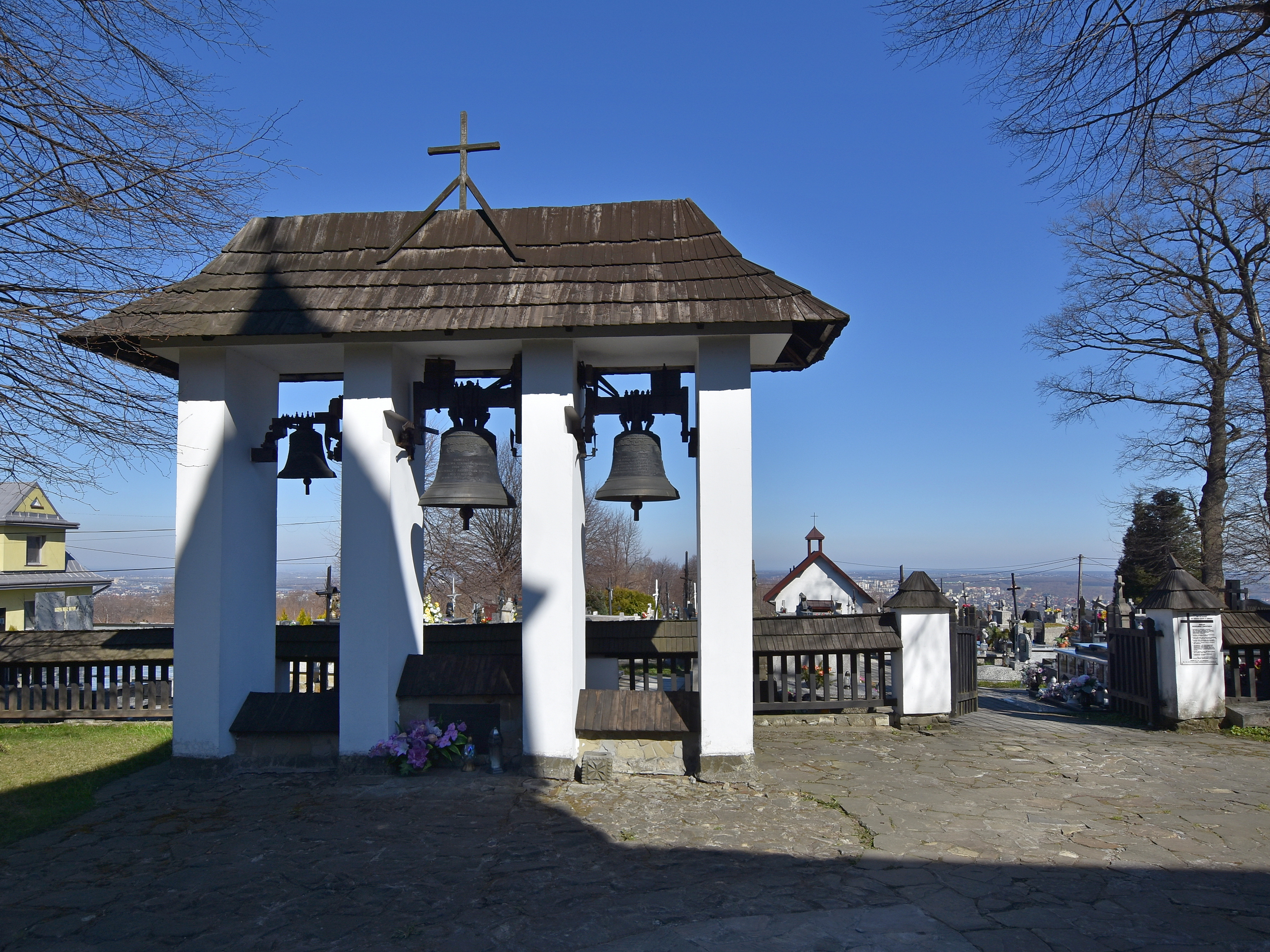
Dzwonnica
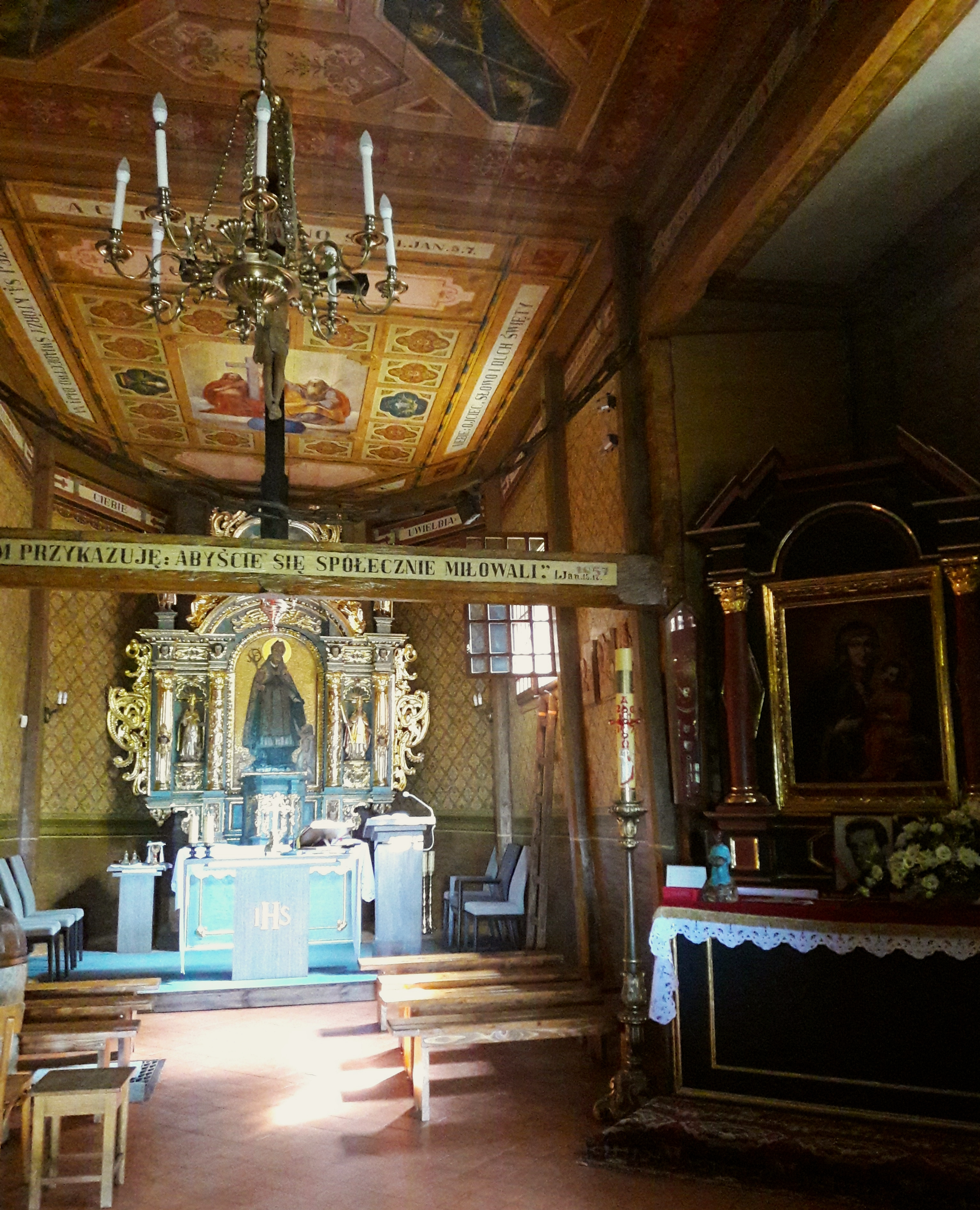
Wnętrze

## Architektura
Jest to drewniany, gotycki kościół konstrukcji zrębowej, jednonawowy, z węższym prezbiterium. Dach świątyni pokryty jest gontem. Nawa otoczona jest przez charakterystyczne soboty, dodane prawdopodobnie w XVIII lub XIX wieku. Wnętrze, przykryte płaskim stropem, posiada barokowy wystrój. W ołtarzu głównym z I połowy XVII wieku znajduje się obraz z wizerunkiem patrona kościoła i rzeźby świętych Wojciecha i Stanisława. Na belce tęczowej barokowy krucyfiks z XVIII wieku. Organy (usytuowane w szafie o rokokowo-klasycystycznym prospekcie) wykonała na przełomie XIX i XX wieku firma Rieger z Karniowa.